# Csabai Károly
Csabai Károly (Budapest, 1965. április 15. –) magyar újságíró, szerkesztő, jelenleg a Klasszis Médiához tartozó Mfor.hu és Privátbankár.hu főszerkesztője.

## Életpályája
1983-ban érettségizett a Hámán Kató Közgazdasági Szakközépiskolában. Tanulmányait az egykori Marx Károly Közgazdaságtudományi Egyetemen (ma Corvinus) folytatta közgazdász szakon, amit pár évvel később szakközgazdász címmel fejelt meg ugyanitt.
A diplomaszerzés után egy évet dolgozott a Magyar Nemzeti Bankban. Akkor még egyetemi újságíróképzés hiányában a Nemzeti Sport sportújságíróképző tanfolyamát sikeresen elvégezte, de végül újságírói pályáját mégis gazdasági cikkek írásával kezdte a Magyar Hírlapnál, amit a Népszabadság szerkesztősége követett. Eközben Londonban, a Reuters hírügynökség business news egyhónapos képzését is elvégezte, valamint Budapesten és Tokióban a Budapesti Értéktőzsde és a Nomura Befektetési Bank  egy-egy hónapos tőkepiaci továbbképzésén is részt vett.
Ezek után a Világgazdasághoz, majd a Figyelőhöz került, ahol rovatvezetői pozícióig jutott. Munkásságát 1997-ben a lap kollektívájának tagjaként Pulitzer-díjjal ismerték el.
2000-ben vett részt az Egyesült Államokban a German Marshall Fund ösztöndíj-programban. Majd a legendás, akkor még csak nyomtatott formában létező HVG gazdasági rovatába került, amely tagjaként 2003-ban a Villányi borászat tulajdonosváltását elemző cikkéért a Minőségi Újságírásért díjban részesült.
Szintén a HVG-nél eltöltött közel 16 és fél éve alatt írta meg az MNB-alapítványok létrehozásáról szóló cikkét, az ő nevéhez fűződik a ma már elhíresült mondás, miszerint „az alapítványok elvesztették közpénz jellegüket”. Ő írt ugyanis először arról, hogy titokban akarta tartani Matolcsy György és csapata, hogy a Magyar Nemzeti Bank (MNB) 2014-15-ben hat alapítványt is létrehozott – mindegyiket Pallas Athéné előtagúra keresztelve –, amelyekbe összesen 266 milliárd forintot áramoltatott. A 2014. augusztus 27-én megjelent cikkében rántotta le a leplet az akkor még szokatlan adófizetői pénzek „privatizálásáról”. Az MNB próbálta menteni a menthetetlent, perelt, mondván, azzal, hogy a 266 milliárd átkerült az alapítványokhoz, az elveszítette közpénz jellegét. Matolcsy Györgyék a pert elvesztették, ám ezek után a fideszes többségű parlament még megpróbálta megakadályozni, hogy kiderüljenek az alapítványok költései, s elfogadott egy törvényt arról, hogy – Kósa Lajos azóta szállóigévé vált emlékezetes indoklásával – „az MNB-s alapítványok pénze nem közpénz”, ám előbb a Kúria megerősítette a másodfokú bíróság döntését, majd az Alkotmánybíróság hatályon kívül helyezte az ominózus jogszabályt. Arról, hogy mi lesz a sorsa Matolcsy György 2025. márciusi távozásával az MNB-alapítványoknak, ebben a cikkben írt.
Pályafutását a Világgazdaságnál folytatta, onnan ment 2019-ben a Klasszis Médiához tartozó Mfor.hu-hoz és Privátbankár.hu-hoz, amelyek 2021. december 1-jétől a főszerkesztője. Egy ideje ő fémjelzi a Klasszis Klub Live-ot. Az egyórás élő műsorban olyan neves szakértőket szólaltatott meg többek között, mint Király Júlia, Kéri László, Csaba László, Bojár Gábor, Zsiday Viktor, Medgyessy Péter, Bokros Lajos, Lengyel László, Jaksity György, László Csaba, Chikán Attila, Oszkó Péter, Bod Péter Ákos, Petschnig Mária Zita, Pogátsa Zoltán, Felcsuti Péter, Simor András, Palócz Éva, valamint a belpolitikai közélet számos képviselőjét.